# サマーキャンプ・インフェルノ
『サマーキャンプ・インフェルノ』（Sleepaway Camp）は、1983年のアメリカ映画。キャンプ場で繰り広げられる殺人を描いたホラー作品である。
日本では、この映画は 1987 年に『サマーキャンプ・インフェルノ』としてビデオ公開された。

## ストーリー
湖畔で水遊びをする父親と双子のピーターとアンジェラは、モーターボートの激突事故にあってピーターと父親は死亡し、アンジェラだけが生き残った。それから8年後、叔母の養女になったアンジェラは従兄弟のリッキーとサマーキャンプへ行くことになる。行った先でアンジェラの内気な性格が災いし、他の子供達にイジメの対象にされてしまう。リッキーはアンジェラを庇うのだが、イジメはエスカレートしていく一方。しかし、食堂のコックが何者かによって大火傷を負わされた事を初めに、キャンプ場で次々と殺人が起きていく…。

## キャスト
- アンジェラ - フェリッサ・ローズ
- リッキー - ジョナサン・ティアースティン
- ポール - クリストファー・コレット
- ジュディ - カレン・フィールズ
- メル - マイク・ケリン
- メグ - キャサリン・カムヒ
- スージー - スーザン・グレイズ
- ロニー - ポール・ディアンジェロ
- アーティ - オーウェン・ヒューズ
- ベン - ロバート・アール・ジョーンズ

## スタッフ
- 監督：ロバート・ヒルツィック
- 製作：ジェリー・シルヴァ、ミシェル・タトシアン
- 製作総指揮：ロバート・ヒルツィック
- 脚本：ロバート・ヒルツィック
- 撮影：ベンジャミン・デイヴィス
- 音楽：エドワード・ビロウス、フランキー・ヴィンチ

## シリーズ
- サマーキャンプ・インフェルノ（1983年） - 一作目
- レディ・ジェイソン 地獄のキャンプ（1988年） - 二作目
- Sleepaway Camp III: Teenage Wasteland（1989年） - 三作目。日本未公開。
- Sleepaway Camp IV: The Survivor（2012年） - 四作目。1992年に撮影されたストック・フッテージと前三作の一部シーンを再編集したもの。日本未公開。
- Return to Sleepaway Camp（2008年） - リブート作品。二～四作目の設定をリセットし、一作目の直接の続編となっている。日本未公開。